# Jesup Wagon
Jesup Wagon ist ein Jazzalbum von James Brandon Lewis und dem Red Lily Quintet. Die Ende 2020 in den Park West Studios, Brooklyn, entstandenen Aufnahmen erschienen am 7. Mai 2021 auf Whit Dickeys Label Tao Forms.

## Hintergrund
James Brandon Lewis nahm sein Album Jesup Wagon mit dem von ihm geleiteten Red Lily Quintet auf, das neben ihm aus Kirk Knuffke, William Parker, Christopher Hoffman und Chad Taylor besteht.
Thematisch steht im Zentrum des Albums die Erinnerung an den Landwirtschaftsforscher George Washington Carver (1864–1943), der als Botaniker und Chemiker am Tuskegee Institute und dessen Versuchsstation tätig war und als prominentester afroamerikanischer Wissenschaftler seiner Zeit gilt. Der Titel des Albums bezieht sich auf die mobile Schule von George Washington Carver, den Jesup Wagon, benannt nach dem Sponsor Morris Ketchum Jesup, mit dem er ehemalige Sklaven und andere Kleinbauern im Südwesten der USA aufsuchte und über wichtige landwirtschaftliche Neuerungen informierte. Das Stück „Chemurgy“ ist George Washington Carver als einem der Entwickler der Chemurgie gewidmet. Das dritte Stück von Jesup Wagon trägt den Titel „Arachis“; das ist der botanische Name der Erdnusspflanze, über die George Washington Carver besonders intensiv forschte. Lewis äußerte im Interview mit Michael J. West (Bandcamp) über Carver:

„Im Laufe der Zeit wurde er gerade als ‚der Erdnuss-Typ‘ bekannt. Aber er war so viel mehr als das. Er war ein bildender Künstler, der Wettbewerbe gewann. Er war Musiker. Er war ein Naturschützer. Er entwarf den ‚Jesup Wagon‘ [Carvers „bewegliche Schule“, die es ihm ermöglichte, seine Innovationen armen Bauern aus dem Süden zu bringen]. Er konnte kochen. Er konnte stricken. Er war nur ein phänomenaler Mensch.“

## Titelliste
- James Brandon Lewis & Red Lily Quintet: Jesup Wagon (Tao Forms 5)

1. Jesup Wagon
2. Lowlands of Sorrow
3. Arachis
4. Fallen Flowers
5. Experiment Station
6. Seer
7. Chemurgy

Alle Kompositionen stammen von James Brandon Lewis.

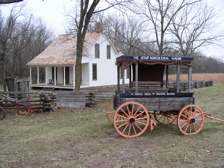
Gedenkstätte für George Washington Carver mit dem Jesup Wagon

## Rezeption
Giavanno Russonello zählte es in The New York Times zu den besten Jazzalben des Jahres; zum gleichen Urteil kam der Down Beat Critics Poll.
Nate Chinen schrieb in WBGO, James Brandon Lewis’ Hommage an George Washington Carvers wegweisendes Erbe in „Chemurgy“ stehe exemplarisch für die organische Qualität des Albums und seiner All-Star-Band, des Red Lily Quintet. Hervorhebenswert sei, wie die klagende Folk-Melodie des Songs, ein der Musik von Ornette Coleman ähnliches Thema, von den Bläsern gemeinsam gespielt werde, ruhig in explorativen Improvisationen.
Kevin Le Gendre (Jazzwise) meinte, dieses Album sei eine weitere Bestätigung für Lewis’ wachsende künstlerische Statur, da er eindeutig wichtige Dinge in sozialer, kultureller und politischer Hinsicht zu sagen habe. Zudem zeige er einen kreativen Antrieb, der immer wieder zu einer bemerkenswerten Aufnahme nach der anderen führe.
Phil Freeman schrieb in Stereogum, auch wenn es einige gesprochene Worte gebe, die mit der Musik durchsetzt sind, seien es die Kompositionen und die Interaktion zwischen den Mitgliedern dieser erstaunlichen Band, die Jesup Wagon zu einem Muss machen. Diese Kombination von Instrumenten – Bläser, Bass, Cello und Schlagzeug – könnte an die Gruppe Fly or Die von Jaimie Branch erinnern, und es gebe definitiv einige klangliche Gemeinsamkeiten zwischen den beiden Ensembles. Der Dialog zwischen Lewis und Knuffke erweise auch den Paarungen von Ornette Coleman und Don Cherry sowie den Brüdern Albert und Donald Ayler seine Reverenz. Wenn man das Cello der Loft-Jazz-Stimmung der frühen 1970er Jahre hinzufüge, habe man einen Eindruck von dieser Musik, die das Zeug zu einer der kraftvollsten Jazz-Platten des ersten Halbjahres 2021 habe.

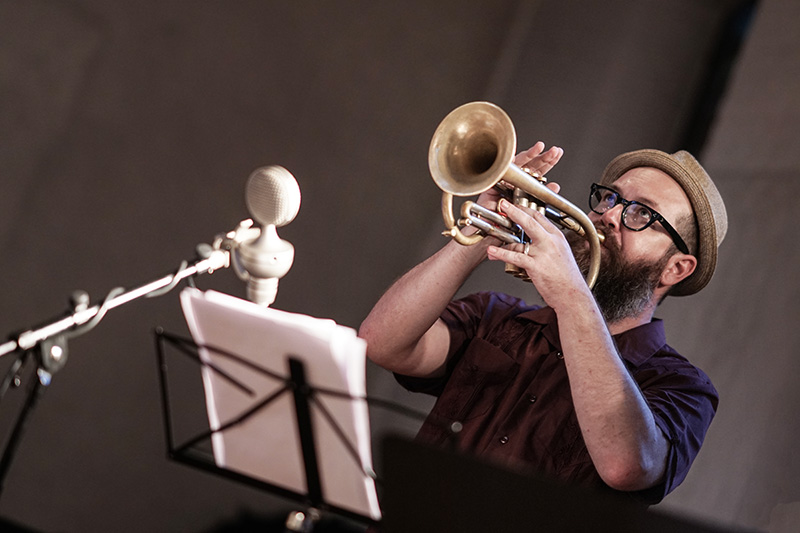
Kirk Knuffke bei einem Auftritt auf dem Kopenhagen Jazz Festival 2018

Nach Ansicht von Valon Kuvia kann die Instrumentalmusik des Albums, die zwangsläufig abstrakter Natur sei, Carvers Leben natürlich nicht direkt illustrieren. Das musikalische Porträt von Carver und dessen Lebenswerk sei jedoch treffend gezeichnet, mit harschen Klängen und stark von frühem Blues gefärbtem Free Jazz. Um diese bodenständigen Visionen zu verwirklichen, hat Lewis eine interessante Band zusammengestellt. Lewis’ Kompositionen vereinten starke Melodien, gefärbt von einer dunklen Traurigkeit, die der Hörer sehr gut als Statements im Geiste von Black Lives Matter empfinden könne. Der zweite Bläser der Band, Kirk Knuffke, sei als Solist ein kraftvoller und vielseitiger Künstler. Sein Kornettspiel auf der Platte entspreche einem Sound, der tief aus der Jazz-Tradition schöpfe und gut zu Lewis’ gezacktem Saxophon-Klängen passe. Die dreiköpfige Rhythmusgruppe des Quintetts webe als Basis der Musik eine hypnotisch swingende Rhythmusmatte, die durch das von Chris Hoffman gestimmte Cello aufgelockert und gleichzeitig sogar mit afrikanischen Klängen gewürzt werde. Bassist William Parker stelle gelegentlich Bezüge zu Afrika her, indem er auf zwei Tracks („Lowlands of Sorrow“ & „Chemurgy“) nordafrikanische Bass-Solo-Gimba spielt. Chad Taylor wiederum sei ein beeindruckender Schlagzeuger, der virtuose Komplexität mit einem musiktragenden Groove verbinde. Er spielt afrikanische Mbira (Lamellophon) auf einem Track („Seer“), der der Musik Einflüsse aus den afrikanischen Wurzeln der afroamerikanischen Musik hinzufüge. James Brandon Lewis & Red Lily Quintet sei ein Album gelungen, das gleichzeitig komplex, leicht zugänglich in der Melodik, intensiv im Ausdruck und emotional berührend sei.